# جزیره مادیرا
مادیرا جزیره‌ای متعلق به پرتغال و پرجمعیت‌ترین جزیره مجمع‌الجزایر مادیرا است. مساحت این جزیره ۷۴۰٫۷ کیلومتر مربع است و جمعیت آن در سال ۲۰۱۱ برابر با ۲۶۲٬۴۵۶ نفر بود. شهر فونچال مرکز این جزیره و ناحیه خودمختار مادیرا است.

## تاریخ
جزایر مادیرا دو بار در سال‌های ۱۴۱۹ و ۱۴۲۰ میلادی (Henry the Navigator) , (João Gonçalves Zarco) و (Tristão Vaz Teixeira) توسط دریانوردان پرتغالی کشف شده‌است.

## جغرافیا
مساحت جزیره مادیرا ۸۰۱ کیلومتر مربع می‌باشد. این جزیره از دورترین مناطق اتحادیه اروپا (وابسته به کشور پرتغال) در میان مسیر کشتیرانی دریای کارائیب، شمال قاره آمریکا و اروپا قرار دارد.

## گردشگری
شراب، گل، گلدوزی و جشن‌های سال نو میلادی از جاذبه‌های گردشگری این جزیره کوچک به حساب می‌آید.

## نگارخانه

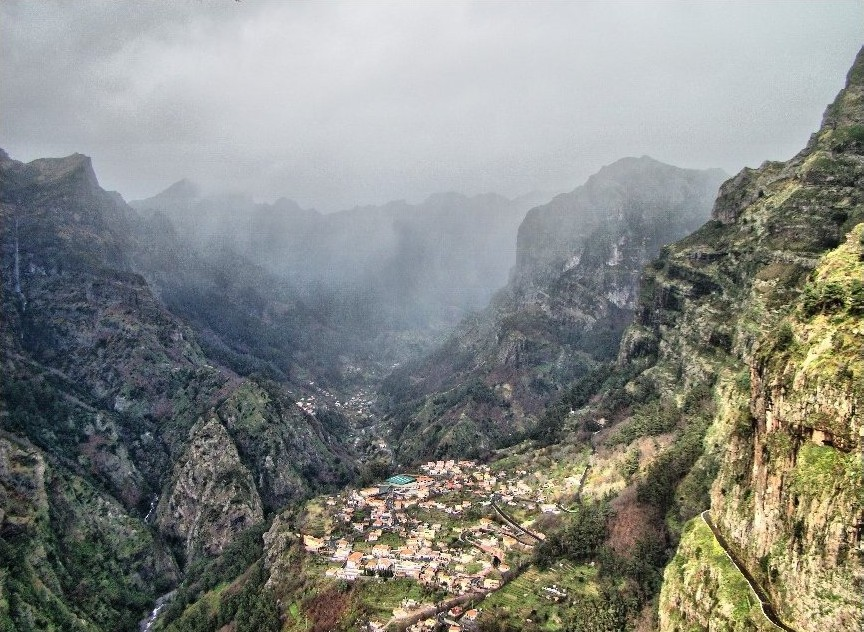
طبیعت جزیره مادیرا
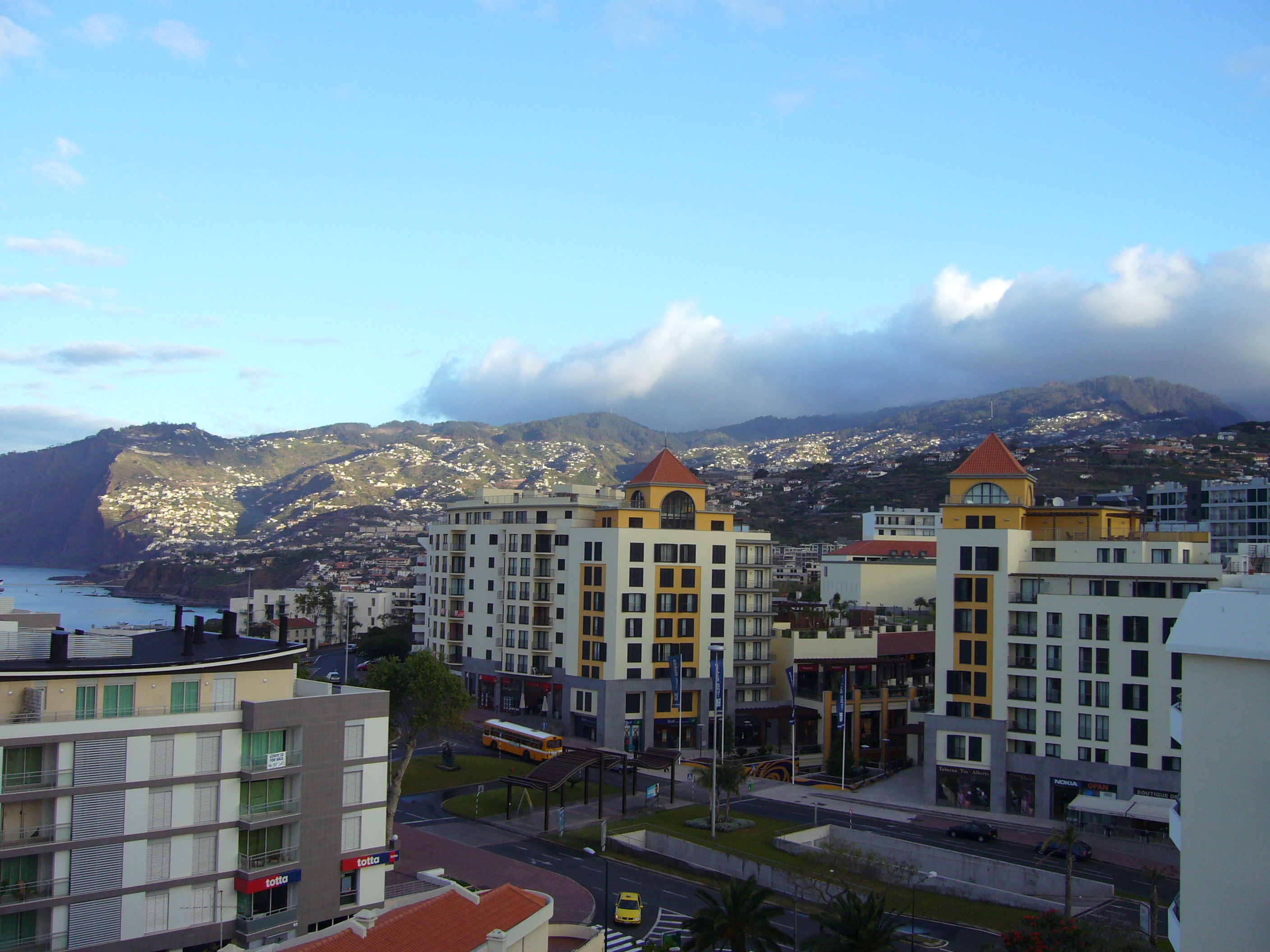
شهر فونچال
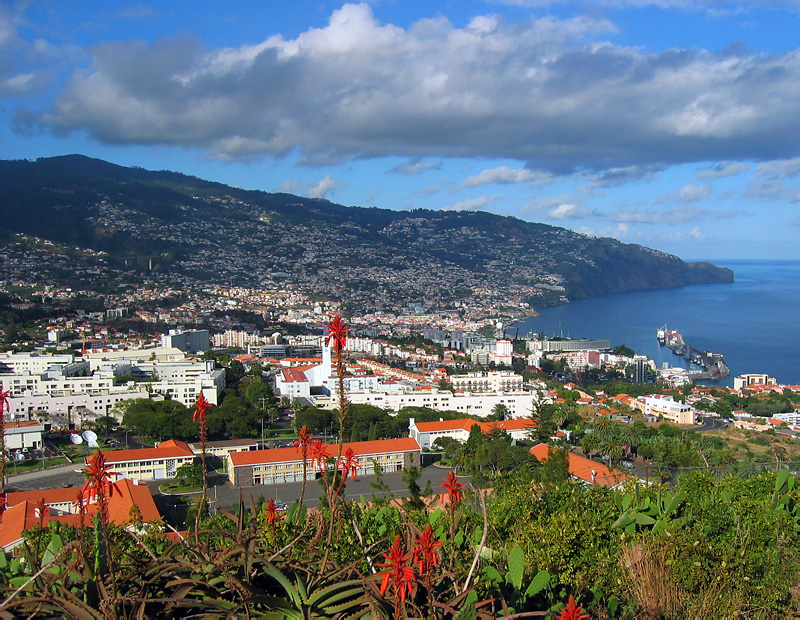
نمایی از شهر فونچال
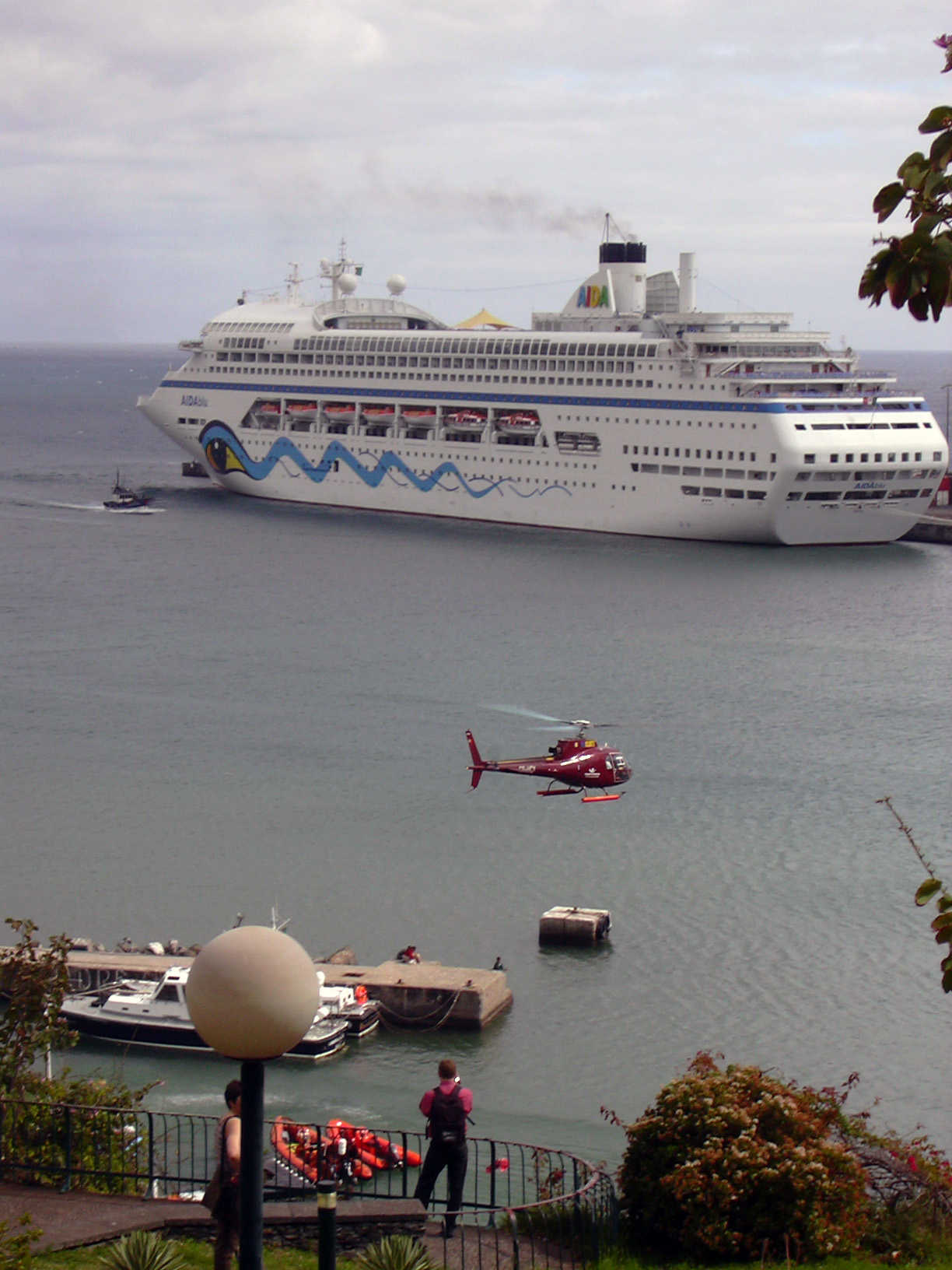
بندر فونچال
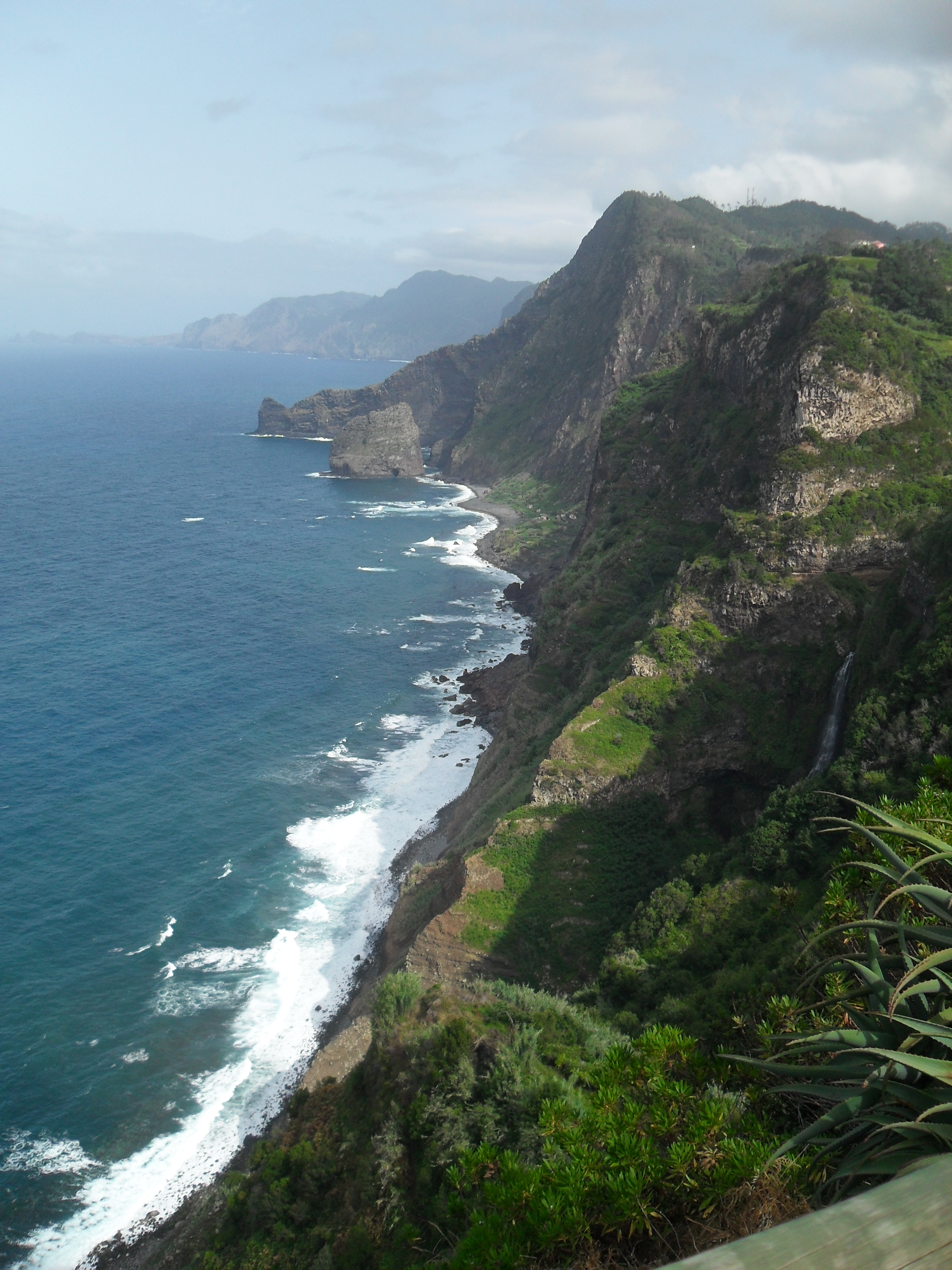
منظره ای جزیره مادیرا
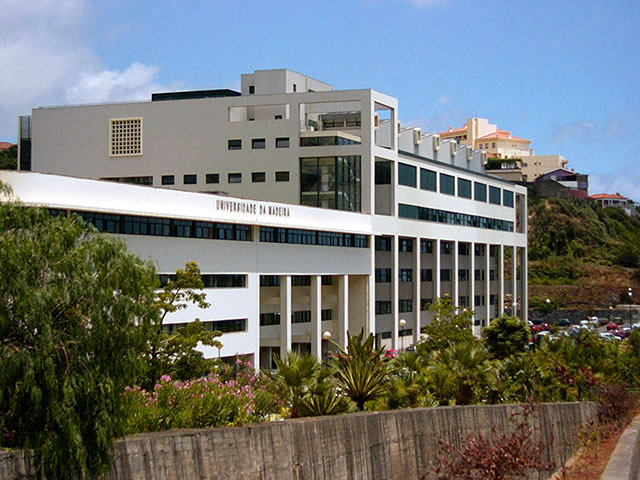
دانشگاه جزیره مادیرا